# Aloe omoana
Aloe omoana är en grästrädsväxtart som beskrevs av T.A.Mccoy och John Jacob Lavranos. Aloe omoana ingår i släktet Aloe och familjen grästrädsväxter.
Artens utbredningsområde är Etiopien. Inga underarter finns listade i Catalogue of Life.